# Lopigna
Lopigna (in corso Lopigna) è un comune francese di 109 abitanti situato nel dipartimento della Corsica del Sud nella regione della Corsica.

## Società

### Evoluzione demografica
Abitanti censiti